# Qotāq Qarān
Qotāq Qarān (persiska: قُوناق قِران, قتاق قران, Qownāq Qerān) är en ort i Iran.   Den ligger i provinsen Ardabil, i den nordvästra delen av landet, 400 km nordväst om huvudstaden Teheran. Qotāq Qarān ligger 1 921 meter över havet och antalet invånare är 129.
Terrängen runt Qotāq Qarān är kuperad. Runt Qotāq Qarān är det ganska glesbefolkat, med 38 invånare per kvadratkilometer. Närmaste större samhälle är Nīr, 18,8 km norr om Qotāq Qarān. Trakten runt Qotāq Qarān består i huvudsak av gräsmarker.